# Devjatkino
Devjatkino (in russo Девя́ткино, traslitterazione anglosassone Devyatkino, precedentemente anche Komsomolskaya) è una stazione della metropolitana di San Pietroburgo, sulla linea 1, unica della metropolitana a trovarsi fuori dai confini comunali, nell'oblast' di Leningrado.
Termine settentrionale della linea 1, prende il suo nome da una località vicina. La stazione venne aperta il 29 dicembre 1978.